# O Tempo (RTP1)
O Tempo é um programa de informação meteorológica da RTP1, que atualmente está inserido nos telejornais do canal de serviço público.